# Manoir du Broc
Le manoir du Broc ou manoir du Brot est une ancienne demeure fortifiée, du début du XVIe siècle, qui se dresse sur le territoire de la commune française de Gatteville-le-Phare, dans le département de la Manche, en région Normandie. L'édifice est partiellement inscrit au titre des monuments historiques.

## Localisation
Le manoir est situé au lieudit Ferme du Brot, au village de Denneville, en bordure de l'ancienne route royale, à 2 kilomètres au sud-ouest de l'église Saint-Pierre de Gatteville-le-Phare, dans le département français de la Manche.

## Historique
Le manoir du Broc daté du début du XVIe siècle a été construit par les Hennot.
La terre du Broc devenu, au XIVe siècle, possession de la famille de Hennot, anoblie en 1509, seigneur du Broc. Le 25e jour d'août 1519, Nicolas de Hennot, seigneur d'Arreville en Sainte-Geneviève, de Cosqueville et de Théville, élève le manoir actuel et une chapelle domestique, en l'honneur de saint Gorgon.

## Description
Le manoir se présente sous la forme de deux corps de logis en équerre reliés par une tour cylindrique à l'angle renfermant un escalier à vis. L'aile sud, de service, renferme la cuisine, le cellier et une chambre secondaire. L'aile nord, plus grande, fait office de logis seigneurial et dans son prolongement on trouve la chapelle qui s'éclaire par une baie gothique percée dans son pignon. La chapelle est consacrée à saint Gorgon le 25 août 1519 par Mgr l'évêque Jean d'Aloigny, conformément au vœu de son propriétaire Nicolas de Hennot, également seigneur de Cosqueville, comme le rappelle une inscription lapidaire.
Au nord-ouest on trouve les communs séparés du logis jouxtant une porte double crénelé.

## Protection
Le logis et la chapelle attenante en totalité ; les façades et les toitures des communs comprenant le pressoir avec son mécanisme, l'écurie, les étables, la grange, le buret (porcherie) et la boulangerie ainsi que le porche fortifié sont inscrits au titre des monuments historiques par arrêté du 21 décembre 2000.